# Nomada odontocera
Nomada odontocera är en biart som beskrevs av Cockerell 1916. Nomada odontocera ingår i släktet gökbin, och familjen långtungebin. Inga underarter finns listade i Catalogue of Life.